# Rapinatore (personaggio)
Il Rapinatore (Looter), il cui vero nome è Norton G. Fester, è un personaggio dei fumetti pubblicati dalla Marvel Comics, creato da Stan Lee e Steve Ditko. È un avversario dell'Uomo Ragno che ha fatto la sua prima apparizione in The Amazing Spider-Man (vol. 1) n. 36 (maggio 1966).

## Biografia

### Le origini
Norton G. Fester era uno stravagante individuo che, nonostante la bocciatura al college, si reputava un grande scienziato. Trovata una meteora caduta nei dintorni della sua abitazione, volle studiarla per carpirne i segreti ma, lavorando senza fondi e in maniera dilettantesca, intaccò una sacca di gas che lo avvolse stordendolo. Ripresosi, Norton scoprì che il gas gli aveva donato una forza sovrumana e, ribattezzatosi Rapinatore, iniziò a commettere crimini per finanziare le sue ricerche. Scoperta una meteora gemella esposta nel Museo di Scienze, decise di rubarla finendo per scontrarsi con Spidey che, al suo secondo tentativo, lo consegnò alla polizia.

### Cambi d'identità
Con il nuovo alias di Uomo Meteora, Fester evade di prigione e, scoperto che un miliardario ha acquistato la meteora gemella, irrompe in casa sua senza sospettare che il magnate è segretamente il giustiziere Nottolone che combatte con il criminale fino all'intervento dell'Uomo Ragno. L'Uomo Meteora picchia selvaggiamente Spidey e, credendolo morto, fugge; è raggiunto in un negozio di antichità dalla Valchiria, che aveva appreso del delinquente dal collega Difensore, che lo sconfigge grazie all'aiuto di un redivido Tessiragnatele. In seguito, tornato nuovamente all'identità del Rapinatore, affronta i Difensori in collaborazione con altri supercriminali riuniti dall'organizzazione Zodiaco ma viene sconfitto dai poteri latenti di Hellcat. Tornato ad usare l'alter ego di Uomo Meteora, irrompe nell'Empire State University per trovare un modo di incrementare il proprio potere, qui si scontra con Spidey, allora studente dell'ateneo, e Bill Foster, supereroe e relatore ospite della facoltà. Fuggito con delle apparecchiature rubate, crea con esse e con le meteore in suo possesso un convertitore di energia che gli permette di aumentare le proprie dimensioni, in forma potenziata lotta nuovamente con i due eroi fino a che la sua invenzione non esplode, apparentemente uccidendolo.

### La caduta e l'ascesa
Divenuto un barbone alcolizzato, Fester deruba Nathan Lubensky, il nuovo fidanzato di May Parker, attirando l'attenzione di Peter e finendo per scontrarsi con il suo alter ego che lo consegna alle autorità. Di nuovo libero, il Rapinatore si scontra con Spidey e viene bellamente sconfitto. Rilasciato dal carcere, è contattato da Carolyn Trainer che lo ingaggia come membro della sua gang e lo invia a distruggere il club di un suo rivale, nel locale lavora anche Ben Reilly che, nell'identità del Ragno Rosso, affronta i criminali mettendoli in fuga. Successivamente, Fester è inviato dal suo capo ad un incontro con il proprio rivale che si rivela una trappola, scoppia una battaglia tra le due gangs rivali alla quale interviene anche il Ragno Rosso che sconfigge i criminali e li consegna alla polizia.
Tempo dopo, sfruttando la battaglia tra il nuovo Uomo Ragno e Dragon Man, Norton penetra in uno dei complessi della Roxxon e ruba alcune armi appartenute a supercriminali; grazie al suo nuovo armamentario compie numerosi furti fino a che non viene fermato da Spidey e preso in custodia dallo S.H.I.E.L.D. Una volta scarcerato, Norton riprende la sua attività criminosa e stavolta viene fermato dal Calabrone Rosso, una delle nuove identità di Peter Parker, e nuovamente arrestato dallo S.H.I.E.L.D.. Alla sua ultima apparizione, Norton partecipa all'asta indetta per la vendita del simbionte, metà aliena del supercriminale Venom.

## Poteri e abilità
Il Rapinatore è dotato di forza e resistenza sovrumane, è equipaggiato con un bizzarro arsenale di gadget e armi quali una pistola abbagliante e un pallone a elio come mezzo di fuga, per un breve periodo ha fatto uso delle armi di altri supercriminali.